# 功夫熊貓4
《功夫熊貓4》（英語：Kung Fu Panda 4）是一部2024年美國動畫武俠喜劇片，《功夫熊貓系列》的第四部電影，2016年電影《功夫熊貓3》的續集。本片由麥克·米契執導，強納森·艾柏與葛倫·柏格及戴倫·連可編劇；主要配音陣容包括傑克·布萊克、奧卡菲娜、布萊恩·克萊斯頓、吳漢章、伊恩·麥克夏恩、關繼威、達斯汀·霍夫曼以及薇拉·戴維絲。
《功夫熊貓4》由環球影業排定2024年3月8日於美國上映。

## 劇情
阿波離開和平谷前往大城市尋找「神龍大俠」稱號的繼任者期間，遇上全新反派變色龍，她能夠召喚阿波過去的敵人。

## 配音員
| 配音員          | 配音員 | 配音員 | 配音員   | 角色         |
| 美國            | 台灣   | 香港   | 中國大陸 | 角色         |
| --------------- | ------ | ------ | -------- | ------------ |
| 傑克·布萊克     | 孫誠   | 陳健豪 | 黄渤     | 阿波（Po）     |
| 奧卡菲娜        | 蔣慶妍 | 梁嘉琪 | 杨幂     | 小真（Zhen）     |
| 薇拉·戴維絲     | 陳美鳳 | 劉雅麗 | 蒋欣     | 變色龍（The Chameleon）   |
| 達斯汀·霍夫曼   | 陳國偉 | 周志輝 | 王肖兵   | 功夫大師（Master Shifu） |
| 吳漢章          | 夏治世 | 馮志輝 | 张欣     | 鵝阿爹（Mr. Ping）   |
| 布萊恩·克萊斯頓 | 康殿宏 | 周偉強 | 刘风     | 李山（Li Shan）     |
| 伊恩·麥克夏恩   | 符爽   | 高翰文 | 刘北辰   | 殘豹（Tai Lung）     |
| 關繼威          | 郭霖   | 陳旭恆 | 翟巍     | 悍哥（Han）     |
| 洛瑞·坦·齊恩    | 李宛鳳 | 陳安瑩 | 安舒     | 野豬奶奶（Granny Boar） |
| 錢信伊          | 陳思賢 | 梁皓翔 | 张乐     | 魚船長（Captain Fish）   |
| 岑勇康          |        | 陳振聲 |          | 史考特（Scott）   |
| 塞斯·羅根       |        | 葉偉麟 |          | 快螳螂（Mantis）   |
| MrBeast         |        |        |          | 熊貓豬（Panda Pig）   |

此外，「蓋世五俠」其餘四位成員悍嬌虎、猴王、靈鶴以及俏小龍於片尾無聲客串。

## 製作
2010年12月，夢工廠動畫公司CEO傑弗瑞·卡森伯格宣佈《功夫熊貓系列》計劃推出六部電影。2016年1月，《Collider》向《功夫熊貓3》的製片人詢問有關第四部電影的可能性，聯合導演呂寅榮表示「我們想使這個成為一個完美的寶石，那麼我們就會看到之後會發生什麼事」。聯合導演亞歷山卓·卡洛尼表示「隨著續集，我們不想讓他們感到會是開放式結局，我們希望它感覺像一個完整的旅程，而我們覺得這部電影將是。然後，如果能呈現一個奇幻故事出來就好了」。
2022年8月12日，夢工廠動畫正式確認正在製作《功夫熊貓4》，並排定於2024年3月8日美國上映。
2023年4月27日，夢工廠於2023年CinemaCon上宣佈麥克·米契擔任導演，蕾貝卡·杭特莉（Rebecca Huntley）製片。
2023年12月12日，宣布奧卡菲娜、薇拉·戴維絲和關繼威加入配音陣容，而達斯汀·霍夫曼、吳漢章、布萊恩·克萊斯頓和伊恩·麥克夏恩回歸聲演各自的角色。

## 發行
《功夫熊貓4》由環球影業排定2024年3月8日於美國上映。

## 迴響

### 評價
根据評論匯總网站爛番茄汇总的164篇评论文章，71%的评论家给予该作正面评价，平均打分为6.1分（满分10分）。在Metacritic上，根據33位影評人給予54分（滿分100分），這部電影獲得了「評價褒貶不一或一般」。

### 票房
| 上一届： 《沙丘：第二部》 | 2024年美國週末票房冠軍 第10-11週  | 下一届： 《魔鬼剋星：冰天凍地》        |
| 上一届： 《周處除三害》   | 2024年中國內地一周票房冠軍 第12週 | 下一届： 《哥斯拉大战金刚2：帝国崛起》 |
| 上一届： 《破墓》         | 2024年韓國週末票房冠軍 第15-16週  | 下一届： 《犯罪都市4》                 |

## 外部連結
- 互联网电影数据库（IMDb）上《功夫熊貓4》的资料（英文）
- AllMovie上《功夫熊貓4》的资料（英文）
- Metacritic上《功夫熊貓4》的資料（英文）
- Box Office Mojo上《功夫熊貓4》的资料（英文）
- 爛番茄上《功夫熊貓4》的資料（英文）
- 開眼電影網上《功夫熊貓4》的資料（繁體中文）
- 豆瓣电影上《功夫熊貓4》的資料 （简体中文）